# Le diable l'emporte (roman de Faulks)
Pour les articles homonymes, voir Le diable l'emporte.
Le diable l'emporte (Devil May Care) est le trente-sixième roman de James Bond. C'est Sebastian Faulks, choisi par les héritiers de Ian Fleming, qui l'a écrit pour célébrer le centenaire de la naissance du créateur de James Bond. Il est paru au Royaume-Uni en mai 2008 puis le mois suivant en France.
L'histoire se déroule en 1967 à la suite de L'Homme au pistolet d'or et du recueil de nouvelles Meilleurs vœux de la Jamaïque. Bien qu'en l'occurrence le roman se veut chronologiquement dans la lignée des aventures écrites par Fleming, il reste pour certains une grande déception par son style stéréotypé et trop inspiré de la saga cinématographique.

## Résumé
Une carte de la Perse frontalière avec l’URSS est disponible dans le roman avant les premières pages. L’histoire prend place dans la fin des années 1960 et commence par l’assassinat violent d’un dealer à Paris, on lui a coupé la langue avec des tenailles. James  Bond, lui, est en congé sabbatique à la suite de sa précédente mission, il réfléchit à son avenir et plus particulièrement à se retirer du circuit. Il se déçoit lui-même en refusant de rejoindre dans sa chambre une femme, Larissa Rossi, qu’il venait de rencontrer. Survient alors un message de Londres, M veut le voir. Bond y va, M lui parle d’un certain Dr Julius Gorner, riche industriel pharmaceutique. Bond est chargé d’enquêter sur lui. En effet, il serait à l’origine du plus gros trafic de drogue en Angleterre. 
Il part pour Paris où Gorner devrait se trouver, en route il est attaqué par deux motards. Arrivé à son hôtel, à sa grande surprise, il trouve Larissa Rossi dans sa chambre, de son vrai nom Scarlett Papava. Elle supplie Bond de l’aider à retrouver sa sœur Poppy qui travaille pour Gorner. Il aurait une haine contre la famille Papava ainsi que pour l’Angleterre et exploiterait la dépendance de sa sœur à la drogue pour se venger de ce qu’avait dit leur père à Gorner lorsqu’il était son professeur. Scarlett sait aussi où trouver Gorner. Bond rencontre alors son vieil ami Mathis qui lui confirme que la fille est « verte », c'est-à-dire qu’il peut envisager de lui faire confiance.
Le lendemain, Scarlett amène Bond à un terrain de tennis au bois de Boulogne où il doit rencontrer Gorner et son homme de main Chagrin pour disputer un match. Il s’avère que celui-ci triche, cependant Bond parvient à le vaincre ce qui le met en colère, il promet qu’il se reverront bientôt avant de repartir.
Bond reçoit un câble de Londres, il est prié de se rendre en Perse (Iran) car Gorner s’apprête à faire une transaction avec les Soviétiques. Arrivé à Téhéran, il rencontre son contact local Darius Alizadeh qui s’occupe des affaires de la ville pour le MI6 (IS). Celui-ci le renseigne sur les propriétés terriennes du docteur et, après avoir diné, Bond retrouve le chauffeur de Darius, la langue tranchée. 
Bond s’apprête à partir pour un entrepôt de chantier naval à Noshahr (en) lors qu’il rencontre brièvement Poppy, la sœur jumelle de Scarlett, elle le supplie de tuer Gorner. Bond s’introduit discrètement dans l’entrepôt. Il y découvre un gros engin qu’il appelle un « Bateau avec des ailes » avec un drapeau britannique qui est en fait un ékranoplane. Alors qu’il trouve un paquet de drogue dans une caisse en bois, il se fait repérer, parvient à s’enfuir de la fusillade et regagne son hôtel. À nouveau il y trouve Scarlett et ils finissent par s’embrasser.
Le soir même, il décide de retourner voir l’engin pour le photographier, il se rend à l’entrepôt avec Scarlett mais cette fois ils se font capturer. Après avoir transporté Bond et Scarlett en hélicoptère jusqu’à sa base dans le désert iranien (Le Dasht-e Kavir), Gorner leur montre son vaste empire. 
Dans la base se trouve un labo où est traité le pavot afin d’en faire de la morphine pour les hôpitaux mais aussi de l’héroïne et de l’opium pour les urgences et surtout pour distribuer dans les rues. L’usine tourne avec des drogués ramassés dans les bidonvilles que Gorner rend esclaves contre une dose quotidienne d’héroïne. Ce labo lui donne le monopole des produits pharmaceutiques et de la drogue grâce à des coûts de production peu élevés (pas d’ouvriers à rémunérer) et un processus industriel de fabrication de drogue. Son trafic fournit les deux blocs bien qu’il préférerait ne traiter qu’avec celui de l’Est, lui permettant ainsi d’avoir une sorte d’immunité. Sa haine des Anglais s’explique par toutes les misères qu’ils ont fait subir à des peuples durant l’Histoire (La colonisation, les guerres de l’opium en Chine, la révolte Mau Mau, …)
Pendant ce temps à Paris, Mathis identifie Chagrin, de son vrai nom Pham Sinh Quoc, criminel de guerre Viet Minh spécialisé dans la torture. Leiter est appelé par son ex-employé à Téhéran. Darius transmet son rapport quotidien à Londres et apprend qu’un avion de ligne Vickers VC-10 britannique a été volé. Dans le bureau de M, on s’interroge sur la CIA envoyant ses agents et ex-agents à Téhéran ainsi que sur un engin surnommé « le monstre de la mer Caspienne » photographié par satellite sur la mer Caspienne.
Gorner présente Chagrin à Bond, ils embarquent dans un hélicoptère du MI8 avec une dizaine d’hommes en direction de Zabol, ville frontière avec l’Afghanistan. Se passe alors un échange de drogue entre Chagrin et des Afghans. Sur le chemin du retour, Bond est envoyé en reconnaissance dans un endroit présumé par Gorner idéal pour un guet-apens. Celui-ci ne s’était pas trompé : les coups de feu, les grenades et roquettes tonnent mais Bond parvient à rejoindre un réseau d’alimentation d’eau (le qanat) se trouvant à proximité.
Gorner retrouve Bond, ils regagnent la base désertique et Gorner lui explique son plan pour que la « justice soit enfin rendue » à l’Angleterre. Ce plan est composé de deux phases, la première une diversion : L’ekranoplane avec un équipage muni de passeports britanniques doit sortir de son entrepôt le lendemain matin et emprunter le delta de la Volga pour rejoindre Stalingrad en URSS. Sitôt arrivé, il ouvrira le feu grâce à des missiles dont trois munis d’ogives nucléaires déclenchant ainsi les hostilités contre l’Union Soviétique l’ayant aidée jusque-là. L’autre phase est une attaque principale à l’aide du Vickers VC-10 qu’il a récemment volé et transportant maintenant diverses bombes destinées à la ville fermée Zlatoust-36 (Triokhgorny) au pied de l’Oural, principal site d’assemblage des ogives nucléaires soviétiques et dépôt d’armement. Il est prévu que l’avion et son équipage s'écrasent peu de temps après. Le but est de précipiter l’Angleterre dans une guerre qu’elle ne peut pas gagner. Même si l’avion n’atteint pas sa cible, dans les décombres les russes trouveront les explosifs, un pilote anglais et des cartes de Zlatoust. Peu de temps après ces attaques, l’Union Soviétique devrait lancer une contre-offensive nucléaire sur Londres. Gorner veut que Bond soit le pilote de cet avion.
Le soir même, étendu dans sa cellule avec Scarlett, Bond sort les débris de verres qui s’étaient logés dans sa gencive lors du guet-apens et qu’il avait gardés depuis. Ils coupent leurs liens.
L’objectif était simple : Scarlett devait s’enfuir et se cacher dans le VC-10 se trouvant, sur le tarmac de la base avant que Bond ne décolle. La fille use de ses charmes pour attirer un garde dans la cellule avant que Bond lui assène un coup violent. Bond fait diversion en faisant retentir l’alarme de la base pendant que Scarlett s’échappe. Bond est arrêté par les gardes, Chagrin le fait reconduire dans sa cellule. Malgré la disparition de la fille, Gorner continue le plan.

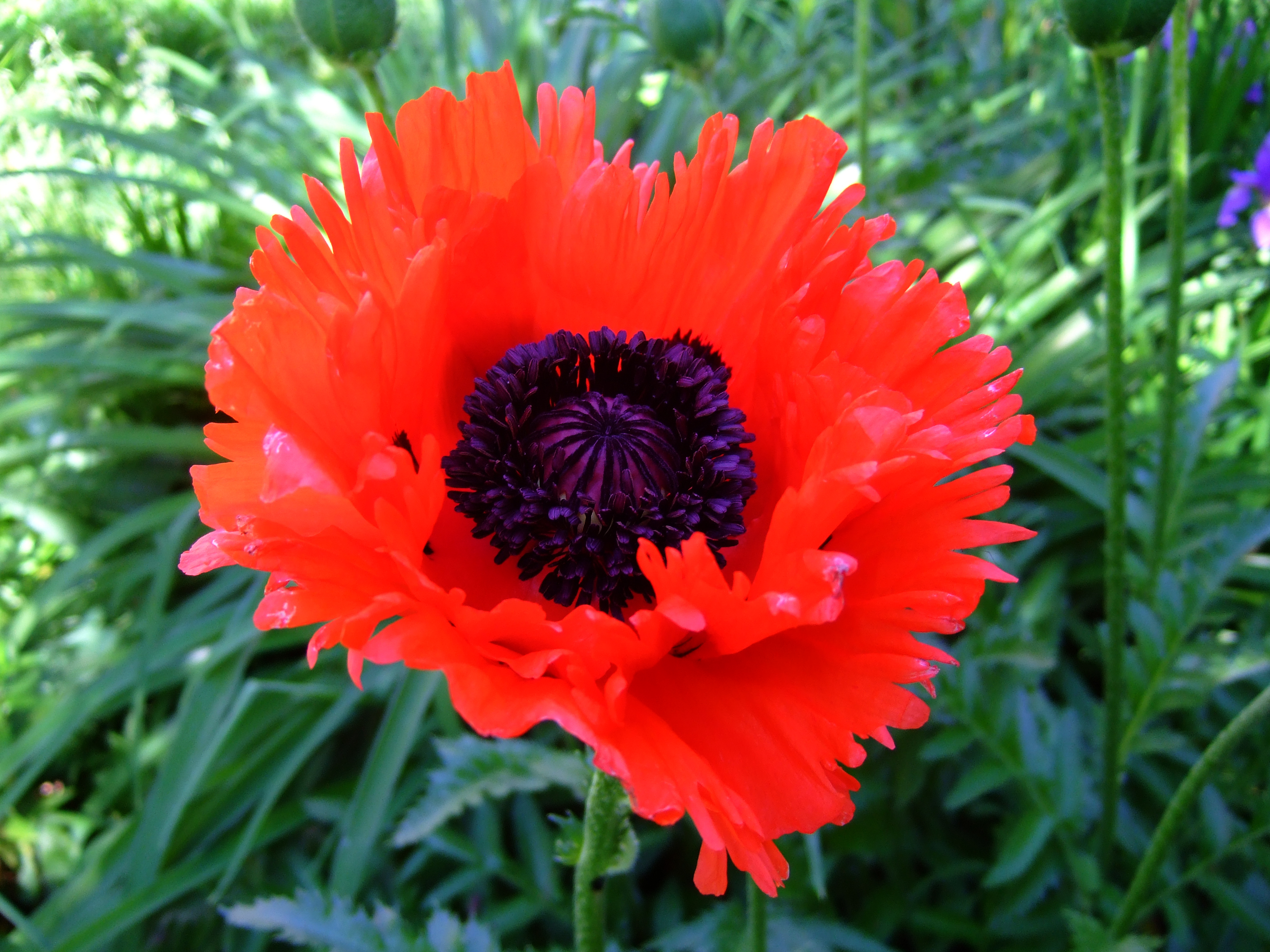
Une fleur de pavot

Le lendemain Bond est invité à monter dans l’avion accompagné de divers hommes armés pour cette étape sans retour. L’avion décolle. Pendant ce temps, Leiter prend contact avec Darius et un contact local de la CIA, J.D (Carmen) Silver. Il lui explique que les bases aériennes des États-Unis sont en alerte maximum. Darius a un contact dans l’entrepôt de Gorner pouvant connaitre la destination de l’ekranoplane quand il partira. Quant à l’avion de ligne, la CIA sait qu’il doit se rendre en URSS mais elle ne parvient pas à le localiser, ne pensant pas que Gorner dispose d’une piste d’aviation dans sa base désertique. L’ekranoplane quitte le chantier naval et Darius reçoit sous forme de coordonnées sa destination, Silver feint de les transmettre à la Langley mais débranche le téléphone intentionnellement à l’insu de Félix et Darius.
Silver dit qu’il va chercher quelque chose dans son auto. Au bout d’une dizaine de minutes les deux agent s’inquiètent et décrochent le téléphone remarquant que celui n’a pas de tonalité. Ils déboulèrent les escaliers de l’hôtel pour rejoindre une cabine téléphonique à la sortie de la ville. Sur le chemin ils sont rattrapés par Silver et s’engagent une course-poursuite dans les rues de Noshahr (en). La voiture de Félix et Darius se crasha près de la cabine et Darius y accourut pendant que Leiter surveillait Silver arrêté non de la. Mais celui-ci échappa a sa surveillance et réussit à toucher gravement Darius peu après qu’il a eu le temps d’informer Londres. Silver réussit à surprendre Leiter et lui faire jeter son arme, il explique son comportement comme les ordres de Langley afin que cette crise entre la Russie et l’Angleterre motive les Britanniques à s’engager au Vietnam, là où il le refusaient. Avant d’avoir eu le temps de finir ses explications, Hamid, le chauffeur d’Alizadeh lui explosa le crâne avec une pierre.
Pendant ce temps, Bond dans l’avion essaye de libérer ses mains attachées derrière son dos, il y parvient et s’engage une fusillade dans le compartiment, aidé par Scarlett qui a finalement réussi à s’introduire dans l’avion. Les balles provoquent une dépressurisation de l’appareil, cependant Bond ne parvient pas à éliminer Massoud, le dernier homme de main de Gorner à bord. Celui-ci reprend le contrôle de l’appareil et oblige Bond à déposer les armes et rester sage avant de survoler Zlatoust-36. Pendant ce temps, trois bombardiers Vulcan B.2 de la Royal Air Force renseignée grâce à Darius réussissent à éliminer l’ekranoplane malgré la perte d’un de leurs appareils.
Bond parvient à se débarrasser de Massoud et à sauter de l’avion en parachute avec Scarlett avant qu'il ne s’écrase sur un flanc de l’Oural. Échoué en pleine Russie, territoire ennemi pour Bond, ils cherchent à rejoindre l’ouest et parviennent à Moscou après avoir braqué deux stations service. De là Scarlett doit prendre contact avec l’ambassade, cependant quelqu’un est sur leurs traces…
De retour de l’ambassade, ils embarquent pour la Flèche rouge, train à destination de Leningrad mais à bord il se fait attaquer par Chagrin, Bond parvient à lui assener un coup fatal sur le crane et le jette par-dessus bord. De Leningrad, ils parviennent à rejoindre la Finlande par bateau.
De retour à Paris, Bond revoit Mathis et prend des nouvelles auprès de M lui donnant à l’occasion quelques jours de repos et lui demande de retrouver la nouvelle recrue du service 004 dans un hôtel de la ville. En se baladant sur les rives de la Seine, il remarque un bateau à roues à aube prêté à la ville de Paris. Il décide d’embarquer pour se distraire mais à bord il retrouve Gorner et un de ses hommes l’ayant suivi depuis l’aéroport. Bond parvient à neutraliser l’homme mais Gorner réussi à monter sur le toit du bateau et s’agripper à un pont avant de rejoindre la route, suivi de près par Bond il se prit une balle dans la jambe et sauta par-dessus la rambarde atterrissant dans la Seine d’où Gorner trouva la mort dans l’aube du bateau faisant demi tour.
Le soir même, il rencontre 004 qui est Scarlett comme il l’avait un peu présumé. Celle-ci lui raconte qu’elle était discrètement envoyée par M pour aider 007 dans cette mission trop grosse pour un seul agent. Elle lui a menti à propos de son père et de sa sœur jumelle Poppy n’existant pas et du reste (excepté de son amour pour lui). Bond lui pardonne et décide de prendre du bon temps ensemble… L’histoire s’achève sur l’interrogation de Scarlett sur son avenir au sein de l’organisation après la faute qu’elle a commise en tombant amoureuse d’un agent du service.

## Personnages principaux
- James Bond
- Scarlett Papava
- Docteur Julius Gorner : Trafiquant de drogue ayant participé à la seconde guerre mondiale d'abord du côté Nazi puis soviétique. Il est passé par Oxford avant de développer une haine contre l'Angleterre. Sa main gauche est masquée par un gros gant blanc dissimulant sa particularité physique, la déformation en main simienne.
- Chagrin : De son vrai nom Pham Sinh Quoc, criminel de guerre Việt Minh, spécialisé dans la torture et abordant un képi de la Légion étrangère dissimulant l'opération chirurgicale ratée l'ayant rendu insensible à l’être humain et à la douleur. Lors de ses interventions dans les missions catholiques celui-ci tranchait la langue du prêtre prêchant la parole de Dieu et introduisait des baguettes dans les oreilles de ceux qui l'écoutaient avant de les enfoncer un grand coup sec.
- Darius Alizadeh : Contact local de Bond à Téhéran ressemblant à Bruno/Darko Kerim.
- Felix Leiter
- M
- René Mathis